# James Hawkins-Whitshed
Pour les articles homonymes, voir Hawkins et Whitshed.
James Hawkins-Whitshed, 1er baronnet, né en 1762 à Raphoe et mort le 28 octobre 1849 à Londres, est un officier de la Royal Navy qui a servi au cours de la guerre d'indépendance des États-Unis, des guerres de la Révolution française et des guerres napoléoniennes.
Il est Admiral of the Fleet entre 1844 et 1846.